# Джавахишвили, Георгий Дмитриевич
Георгий Дмитриевич Джавахишвили (груз. გიორგი დიმიტრის ძე  ჯავახიშვილი, род 10 июня 1941 года) — грузинский академик, политик и дипломат. Занимал должность министра иностранных дел Грузии с 1985 по 1990 год. Является чрезвычайным и полномочным посланником первого класса.

## Биография
Джавахишвили родился в Тбилиси, Грузинская ССР, в 1941 году и окончил факультет журналистики Тбилисского государственного университета в 1965 году. С 1965 по 1979 год он работал на факультете в его альма-матер, позже стал профессором факультета журналистики. Как активист Коммунистической партии, работал первым заместителем начальника отдела агитации и пропаганды ЦК Компартии Грузии с 1979 по 1982 год. Джавахишвили тогда был ректором Государственного педагогического института иностранных языков Тбилиси, одного из предшественников нынешнего Государственного университета Ильи с 1983 по 1985 год и министром иностранных дел Грузинской ССР с 1985 по 1990 год.

### Министр иностранных дел
Как министр, Джавахишвили настаивал на усилиях по получению большей автономии от Советского Министерства иностранных дел и модернизации грузинской дипломатической службы. За время его пребывания в должности Грузия активизировала контакты с Израилем, Турцией, ЮНЕСКО и ЮНИДО, открыла квази-миссии в Германии, Бельгии, Швейцарии и Австрии и стала первой советской республикой, присоединившейся к Ассамблее европейских регионов. В 1990 году его сменил Георгий Хоштария.